# Ліндсі Морс
Ліндсі Морс (англ. Lindsay Morse; нар. 24 січня 1955) — колишня американська тенісистка.
Здобула 1 парний титул туру WTA.
Найвищим досягненням на турнірах Великого шолома було 3 коло в одиночному та парному розрядах.

## Фінали Туру WTA

### Парний розряд (1–0)
| Результат | Дата     | Турнір                        | Покриття | Партнерка   | Суперниці                      | Рахунок  |
| --------- | -------- | ----------------------------- | -------- | ----------- | ------------------------------ | -------- |
| Перемога  | Жов 1980 | Borden Classic, Нагоя, Японія | Тверде   | Джин Неченд | Неріда Грегорі Маріе Пінтерова | 6–3, 6–1 |